# Babice (okres Olomouc)
Babice (Duits: Babitz, soms ter onderscheiding van andere plaatsen met dezelfde naam Babice u Šternberka genoemd) is een Moravische gemeente in de Tsjechische regio Olomouc, en maakt deel uit van het district Olomouc. Babice telt 448 inwoners (2023). In Babice bevindt zich de spoorweghalte Babice u Šterberka aan de spoorlijn van Olomouc naar Šumperk.

## Geschiedenis
- 1339 – De eerste schriftelijke vermelding van Babice.
- 1961 – De toenmalige gemeenten Babice en Krakořice gaan samen tot de nieuwe gemeente Babice.[2]
- 1974 – De gemeente Babice (inclusief Krakořice) gaat op in de gemeente Šternberk.
- 1990 – Babice scheidt zich af van Šternberk en wordt (opnieuw) een zelfstandige gemeente, Krakořice blijft bij Šternberk horen.[3]

## Aanliggende gemeenten
| Aangrenzende gemeenten | Aangrenzende gemeenten | Aangrenzende gemeenten | Aangrenzende gemeenten | Aangrenzende gemeenten |
| ---------------------- | ---------------------- | ---------------------- | ---------------------- | ---------------------- |
| Mladějovice            |                        | Šternberk              |                        | Hlásnice               |
|                        |                        |                        |                        |                        |
|                        | Šternberk              |                        |                        |                        |
|                        |                        |                        |                        |                        |
| Hnojice                |                        | Lužice                 |                        |                        |